# Schienenpersonennahverkehr in Baden-Württemberg
Der Schienenpersonennahverkehr (SPNV) in Baden-Württemberg wird in weiten Teilen durch das Ministerium für Verkehr Baden-Württemberg organisiert und verwaltet. Die Fahrplanung und Koordinierung der SPNV-Ausschreibungsverfahren obliegt zum Großteil der Nahverkehrsgesellschaft Baden-Württemberg (NVBW). Daneben werden Teile des SPNV auch durch andere Aufgabenträger erbracht, insb. dem Verband Region Stuttgart.
Die Verkehrsleistungen des Schienenpersonennahverkehrs, wie des gesamten Öffentlichen Personennahverkehrs, werden nach dem seit 1997 bestehenden Integralen Taktfahrplan ausgerichtet.
2022 wurde im SPNV in Baden-Württemberg eine Beförderungsleistung von rund 4,8 Milliarden Personenkilometern erbracht. 2018 und 2019, vor der Corona-Pandemie, waren es jeweils rund 5,4 Milliarden Personenkilometer gewesen.

## Geschichte
Im Jahr 2001 erbrachte die Deutsche Bahn in Baden-Württemberg jährlich eine Betriebsleistung von rund 53 Millionen Zugkilometer und erhielt dafür mehr als 750 Millionen DM.

### Großer Verkehrsvertrag
Im Jahr 2003 schloss das Land Baden-Württemberg den sogenannten Großen Verkehrsvertrag mit der Deutschen Bahn, der eine Laufzeit bis September 2016 hatte. Er sah eine jährliche Kostensteigerung von 1,5 Prozent vor, wobei Energie-, Stations- und Trassenkosten direkt abgerechnet werden konnten. Zusätzliche Erlöse aus Tariferhöhungen und zusätzliche Fahrgäste kamen der Deutschen Bahn zugute. Er umfasste etwa 39,5 Millionen Zugkilometer pro Jahr und damit rund 60 Prozent der 65,5 Millionen Zugkilometer, die im Jahr 2016 durch das Land Baden-Württemberg bestellt wurden.
2007 kürzte die Landesregierung aus CDU und FDP das Zugangebot aufgrund zurückgehender Bundeszuschüsse. Dabei wurde jeder zehnte Zug gestrichen.

### Verkehrsverträge ab 2016
Im Juni 2014 beschloss das Land Baden-Württemberg das sogenannte „Zielkonzept 2025 für den Schienenpersonennahverkehr (SPNV)“. Dazu wurde ein Konzept erarbeitet, das vorsieht, die SPNV-Leistungen in 18 Netze zu bündeln und diese dann separat auszuschreiben. Das Volumen der zu vergebenden Verkehrsverträge wird mit zehn Milliarden Euro beziffert.
In vier Netzen (1, 3a, 3b, 4) werden die Fahrzeuge für ETCS vorgerüstet.
Die Laufzeiten der neuen Verkehrsverträge begannen sukzessive ab 2016. Für die Zeit zwischen dem Auslaufen des Großen Verkehrsvertrags und dem Beginn der neuen Verträge wurden in 17 Losen Übergangsverträge mit der DB Regio geschlossen, die insgesamt 30 Millionen Zugkilometer pro Jahr umfassten. Auf Grundlage dieser Verträge werden die zuvor mehr als 400 n-Wagen im Land Ende 2016 bis auf 120, bis Dezember 2018 bis auf 50 durch 150 Doppelstockwagen aus anderen Regionen Deutschlands ersetzt. Es sollen 26 zusätzliche Verbrennungstriebwagen eingesetzt, und die Baureihe 611 durch die Baureihe 612 ersetzt werden. Dabei gab es außerdem einzelne zusätzliche Züge und kleine Fahrplanänderungen. Die Übergangsverträge sind mit einem durchschnittlichen Zugkilometer-Preis von 9,60 Euro (im Jahr 2017) deutlich günstiger als der Große Verkehrsvertrag mit 11,69 €/Zugkilometer; dadurch spart das Land fast 230 Millionen Euro.

### Vergabe der Stuttgarter Netze
Am 2. Juli 2014 schrieb das damalige Ministerium für Verkehr und Infrastruktur Baden-Württemberg (MVI) die Stuttgarter Netze aus. In den drei Losen waren insgesamt rund 15 Millionen Zugkilometer und Neufahrzeuge im Wert von rund 500 Millionen vorgesehen. Die Betriebsaufnahme war zunächst im Dezember 2018 geplant.
Am 17. November 2015 kündigte das MVI die Vergabe mit Wirkung ab 2019 an:
- Die Abellio Rail Baden-Württemberg GmbH, Tochter der Niederländischen Staatsbahnen, soll das Los 1 (Neckartal, 6,8 Millionen Zugkilometer jährlich) betreiben, mit den Linien von Stuttgart nach Mühlacker–Bruchsal/Pforzheim, von Stuttgart über Heilbronn nach Mannheim bzw. Osterburken sowie von Stuttgart über Plochingen nach Tübingen.[12]
- Die Go-Ahead Verkehrsgesellschaft Deutschland soll zukünftig die Lose 2 (Rems-Fils, 3,7 Millionen Zugkilometer pro Jahr) und 3 (Franken-Enz, 4,3 Millionen Zugkilometer pro Jahr) betreiben. Das Unternehmen wurde 2014 in Berlin als Tochter des Go-Ahead-Konzerns gegründet. Das Rems-Fils-Netz umfasst die Linien von Stuttgart über Aalen nach Crailsheim sowie von Stuttgart über Geislingen (Steige) nach Ulm. Zum Franken-Enz-Netz gehören die Linien von Stuttgart nach Aalen, nach Karlsruhe sowie nach Würzburg (über Heilbronn und Lauda).[12] Halbstundentakte sollen dabei bis Aalen und Geislingen angeboten werden, Stundentakte bis Ellwangen und Ulm, ein Zwei-Stunden-Takt bis Crailsheim.

Der Auftrag umfasst insgesamt 14,8 Millionen Zugkilometer pro Jahr, das Vertragsvolumen über die 13-jährige Vertragslaufzeit beläuft sich auf 2,7 Milliarden Euro, der Zuschussbedarf des Landes bei rund 1,4 Milliarden Euro. Je Zugkilometer sinkt der Zuschussbedarf von 11,69 auf unter 6 Euro. Die Einsparung gegenüber dem bisherigen Vertrag soll 75 Millionen Euro pro Jahr betragen. Damit wird eine deutliche Angebotsausweitung möglich. Die neuen Verträge sehen teilweise, je nach Auslastung, eine Verdichtung vom Stunden- zum Halbstundentakt vor.
Daneben wurde der Einsatz moderner Fahrzeuge im schwarz-weiß-gelben Landesdesign vorgeschrieben. Die Züge sollten über Klimaanlagen, Fahrrad- und Kinderwagenstellplätze sowie kostenloses WLAN, Steckdosen und Handyverstärker verfügen.
DB Regio hatte knapp die günstigsten Angebote für alle drei Lose abgegeben, die wenige Cent pro Zugkilometer unter den anderen Offerten lagen. Damit hätte das Unternehmen für zwei der drei Lose den Zuschlag bekommen, wurde jedoch aufgrund eines Formfehlers von der Vergabe ausgeschlossen. Das Land forderte in den Vergabeunterlagen unter anderem, dass der Preis je Zugkilometer im ersten Jahr nicht mehr als zehn Prozent über dem Wert des Folgejahres liegen dürfe. Damit sollen hohe, den Etat belastende Anlaufkosten vermieden werden. Laut Angaben des MVI habe die Deutsche Bahn diese Vorgabe überschritten und um 11,5 Prozent höhere Kosten in Rechnung stellen wollen. Die Deutsche Bahn sah dagegen keinen Bruch irgendwelcher formaler Regeln. Das Land sah dagegen keinen Entscheidungsspielraum zur Abweichung von einer zwingenden Vorgabe. Nach eigenen Angaben hatte das MVI eigene Juristen, die landeseigene Nahverkehrsgesellschaft die Beratergesellschaft sowie eine beratende Kanzlei zugezogen. Branchenkenner erhoben darüber hinaus den Vorwurf, das Unternehmen habe die Instandhaltungskosten für Züge mit null angegeben und in Teilnetze verschoben, wo ihm kein Wettbewerb drohe. Ein weiterer Anbieter war wegen fehlender Angaben zu Sicherheitspersonal ausgeschlossen worden.
Am 24. November 2015 wies das Verkehrsministerium eine förmliche Rüge von DB Regio zurück. Die Deutsche Bahn rief daraufhin die Vergabekammer beim Regierungspräsidium Karlsruhe an. Mitte Februar 2016 erlitt die DB dort eine Niederlage. Laut Angaben des Verkehrsministeriums habe die Vergabekammer die Rechtsauffassung, wonach das Land auf Grund des Vergaberechts keine andere Möglichkeit gehabt habe, als die DB von der Vergabe auszuschließen, „sehr klar“ bestätigt. Nach der Entscheidung der Vergabekammer rief die DB daraufhin das Oberlandesgericht Karlsruhe an, um dagegen Beschwerde einzulegen. Am 29. April 2016 entschied dieses, dass der Ausschluss der Deutschen Bahn aufgrund von Formfehlern rechtmäßig war. Die Leistungsbeschreibung sei widerspruchsfrei und eindeutig, DB Regio habe nicht entsprechend den Vorgaben gerechnet. Das Gericht ließ dabei im Übrigen offen, ob DB Regios Angabe von null Kosten für den Aufbau von Werkstätten rechtmäßig gewesen wäre. Der Beschluss war unanfechtbar, die rechtsverbindliche Vergabe erfolgte am 9. Mai 2016. Abellio kündigte an, 43 vom Land finanzierte Züge für insgesamt mehr als 200 Millionen Euro zu bestellen, 250 Mitarbeiter einzustellen und eine eigene Tochtergesellschaft vor Ort anzusiedeln. In Pforzheim soll, nahe dem Hauptbahnhof, ein Betriebswerk mit Abstellung entstehen.
Alle drei Netze wurden im Juli 2019 weitgehend in Betrieb genommen, obwohl Bombardier die bestellten Fahrzeuge für Abellio nicht rechtzeitig liefern konnte. Bis diese zur Verfügung stehen, kommen Leihfahrzeuge aus freigewordenen Kapazitäten anderer Anbieter zum Einsatz. Einige Fahrplanänderungen, wie zusätzliche Fahrten oder umsteigefreie Verbindungen, konnten aufgrund hoher Streckenauslastung und ausstehender Fahrplanänderungen noch nicht umgesetzt werden.[veraltet] Während Abellio bereits in Nordrhein-Westfalen und in Mitteldeutschland aktiv war, war es für Go-Ahead der erste Auftrag in Deutschland.

### Ausblick
Mit der Inbetriebnahme von Stuttgart 21 sollen bestehende Linien miteinander verknüpft und durchgebunden werden.
Im Dezember 2019 kündigte das Land an, bis zu 200 neue Schienenfahrzeuge für ein nach Inbetriebnahme von Stuttgart 21 vorgesehenes neues E-Netz Südost sowie eine Neukonzeption der Stuttgarter Netze und weiterer Netze beschaffen zu wollen. Ferner wird solle damit die weiter steigende Nachfrage bewältigt werden. Die zu beschaffenden Fahrzeuge sollen bis zu 210 m lang und ggf. bis zu 200 km/h schnell sein. Das Land schrieb Ende Juli 2020 die Beschaffung von bis zu 230 Elektrotriebzügen aus, die ab 2024 sukzessive im Großraum Stuttgart zum Einsatz kommen sollen. Je Triebzug sollen bis zu 380 Sitzplätze angeboten werden, in Doppeltraktion dürfen die Züge maximal 212 m lang sein. Der Vertrag schließt auch die Instandhaltung und Sicherstellung der Verfügbarkeit bis 2055 ein. Der Zuschlag sollte ursprünglich Mitte 2021 erfolgen. Bis zu vier Triebzüge sollen miteinander gekuppelt verkehren können. Die Fahrzeuge sowie die Infrastruktur im zukünftigen Stuttgarter Hauptbahnhof sollen optimiert werden, um bei einer Zuglänge bis zu 212 m dort Doppelbelegungen zu ermöglichen. Laut Angaben vom September 2021 sollte der Auftrag voraussichtlich im Oktober 2021 vergeben werden. Die Beschaffung der Triebzüge soll bis zu 3,5 Milliarden Euro kosten. Vor Veröffentlichung der Ausschreibung, 2020, wurden Kapitalermächtigung in Höhe von 2,76 Milliarden Euro genehmigt, mit denen auch die Option für 100 weitere Triebzüge mit abgedeckt sein sollte. Im Zuge des Nachtragshaushaltes für 2021 wurden weitere 527 Millionen Euro genehmigt. Das Ministerium für Verkehr Baden-Württemberg begründete die gestiegenen erwarteten Kosten mit konkretisierten Fahrzeuganforderungen, die sich „immer weiter von den Parametern der bestehenden Fahrzeugplattformen der Hersteller für Doppelstockfahrzeuge“ entfernt hätten, beispielsweise Anforderungen an Fahrdynamik, Bremssystem und ETCS. Letztlich sind zwei Angebote form- und fristgerecht eingegangen. Im Mai 2022 wurde der Zuschlag an Alstom, über 130 Triebzüge vom Typ Coradia Stream High Capacity, bekanntgemacht. Er hatte sich aufgrund eines Nachprüfungsantrags und einer darauf folgenden sofortigen Beschwerde des unterlegenen Bieters verzögert. Die Züge sollen ab 2026 eingesetzt werden. Mit bis zu 1520 Sitzplätzen (in Vierfachtraktion) sollen die Züge zu deutlichen Steigerungen der Fahrgastkapazitäten führen. Auf den wichtigsten Strecken sollen die Züge langfristig in einer derartigen Vierfachtraktion fahren und dafür Bahnhöfe umgebaut werden.

Im Februar 2014 wurde der ÖPNV-Pakt mit dem Ziel geschlossen, dass 2025 rund 20 Prozent mehr Menschen mit Bus und Bahn fahren. Das Projekt wird vom Land Baden-Württemberg, dem Verband Region Stuttgart, der Stadt Stuttgart sowie den Landkreisen des Verbandes (unter Beteiligung des VVS) getragen.
Das Land Baden-Württemberg prüft das Potential einer Reaktivierung von 41 von insgesamt 75 stillgelegten Bahnstrecken. Ergebnisse sollen im Herbst 2020 vorliegen.
Das Land arbeitet an Prognosemodellen, anhand derer Pfade erarbeitet werden sollen, um die Klimaziele des Sektors im Jahr 2030 sowie Klimaneutralität im Jahr 2040 zu erreichen.

## Statistik
Die Zahl der Fahrgäste stieg zwischen 2002 und 2012 um 70 Prozent. Wurden 2002 durchschnittlich noch 59 Passagiere je Zug gezählt, waren es 2004 74, 2006 bereits 82 und 2008 89. 2010 waren es 91, im Jahr 2012 schließlich 103. Die Steigerungsrate zwischen 2002 und 2015 wurde mit insgesamt 75 Prozent beziffert.
Die 14 mit der Durchführung des Regionalverkehrs beauftragten Unternehmen erbringen eine Betriebsleistung von 65 Millionen Zugkilometern pro Jahr.
DB Station&Service betrieb in Baden-Württemberg 684 Stationen mit 45.000 Verkehrshalten und 2,2 Millionen Besuchern und Fahrgästen pro Tag. In den 148 Empfangsgebäuden gab es 169.000 Quadratmeter Vermietungsfläche. 99,7 Prozent der Stationen sind mit Wetterschutz ausgestattet, 76 Prozent stufenfrei. Das Unternehmen beschäftigt 551 Mitarbeiter. (Stand: Januar 2015) Im Rahmen einer so genannten Stationsoffensive ermittelte die Deutsche Bahn zwischen 2012 und 2015 in einer ersten Analyse 50 potentielle Standorte für neue Stationen, die 21.000 Neukunden generieren sollen.
Der Große Verkehrsvertrag schrieb eine Fünf-Minuten-Pünktlichkeit (Schwellwert: 5 Minuten und 59 Sekunden) von 94 Prozent vor. 2009 wurde ein Wert von 95,44 Prozent erreicht, 2011 von 94,62 Prozent. Im Juni 2015 lag der Wert bei 90,22 Prozent. Die neuen Verkehrsverträge sehen eine Drei-Minuten-Pünktlichkeit vor.
DB Regio Baden-Württemberg erbrachte 2016 wöchentlich mit rund 10.500 Zugfahrten eine Leistung von durchschnittlich 700.000 Zugkilometern. Aufgrund schlechter Leistungen musste das Unternehmen 2017 elf Millionen Euro zahlen, den höchsten je gegen ein Verkehrsunternehmen in Baden-Württemberg verhängte Wert.
Die Höhe der Pönale, die das Land Baden-Württemberg insgesamt erhob, stieg von 4.903 Euro im Jahr 2016 auf 16,1 Millionen Euro im Jahr 2020.

## Kosten und Finanzierung
2014 entfielen von 7,3 Milliarden Euro Regionalisierungsmittel 762 Millionen Euro auf Baden-Württemberg. Weitere 84 Millionen Euro schoss das Land Baden-Württemberg zu. 2016 erhielt das Land 851 Millionen Euro, 2021 1,049 Milliarden Euro. Damit bestellte das Land im Jahr 2021 79,89 Millionen Zugkilometer und gab dafür 816,1 Millionen Euro aus. Aus der Differenz werden so genannte „Ausgabereste“ gebildet, um zukünftige Angebotssteigerungen finanzieren zu können, insbesondere nach Inbetriebnahme von Stuttgart 21. Diese Reserve soll bis 2030 verzehrt sein. Nach einem Beschluss der Verkehrsministerkonferenz von 2014 soll der Anteil des Landes Baden-Württemberg an den Regionalisierungsmitteln des Bundes von 10,44 Prozent auf 12,37 Prozent im Jahr 2030 steigen. 1993 hatte dieser Anteil noch bei 11,59 Prozent gelegen.
Während der Bund seine Regionalisierungsmittel 2012 um 1,5 Prozent anhob, seien die Stationsentgelte im gleichen Jahr um 9,6 Prozent und die Trassenentgelte um 7,2 Prozent gestiegen. Mit insgesamt 335 Millionen Euro machten diese Positionen fast die Hälfte der Gesamtkosten aus. Zur Aufrechterhaltung des Angebots musste das Land nach eigenen Angaben 80 Millionen Euro im Jahr 2013 und 100 Millionen Euro im Jahr 2014 zuschießen.

## Übersicht über die Verkehrsverträge

### Übergangsvertrag 2016
| Los | KBS                                         | Linien | EVU                               | Anmerkung |
| --- | ------------------------------------------- | --- | --------------------------------- | --- |
| 1   | 780                                         | Stuttgart – Heilbronn – Osterburken – Würzburg, Stuttgart – Heilbronn – Neckarsulm (RB-Einzelleistungen) | VB Württemberg                    | bis 10. Dez. 2016 Los 17; Doppelstockwagen; bis Dezember 2019, dann GAVD |
| 2   | 780, 783, 665.1–2                           | Stuttgart – Heilbronn – Bad Friedrichshall – Osterburken (– Lauda), Heilbronn – Öhringen-Cappel (Einzelleistungen), Bad Friedrichshall – Mosbach-Neckarelz (Einzelleistungen), Mosbach-Neckarelz – Osterburken (Einzelleistungen bis 10. Dez. 2016) | VB Württemberg                    | RB Mosbach-Neckarelz – Seckach – Osterburken: Tfz 143, ab 11. Dez. 2016 S-Bahn RheinNeckar; Rest: bis Dezember 2019, dann Abellio Rail Baden-Württemberg                          |
| 3   | 665.1-2+5, 710.41, 780                      | Mannheim – Mosbach-Neckarelz/Sinsheim – Heilbronn, Heilbronn – Bietigheim-Bissingen (Einzelleistungen) | Region Südwest                    | bis Dez. 2019, dann Abellio Rail Baden-Württemberg |
| 4   | 760                                         | Stuttgart – Tübingen | RAB                               | bis Juni 2020, dann Abellio Rail Baden-Württemberg |
| 5   | 786                                         | Stuttgart – Aalen | VB Württemberg                    | bis 8. Juni 2019, dann GAVD |
| 6   | 750                                         | Stuttgart – Göppingen – Ulm | VB Württemberg                    | bis Dez. 2019, dann GAVD |
| 7   | 740, 741, 785                               | Stuttgart – Eutingen im Gäu – Freudenstadt/Rottweil, Stuttgart – Singen, Stuttgart – Schwäbisch Hall-Hessental (– Crailsheim) | DB Regio Baden-Württemberg        | |
| 8   | 785                                         | Stuttgart – Schwäbisch Hall-Hessental – Crailsheim – Nürnberg | VB Württemberg                    | bis 10. Dez. 2016 Los 17; Doppelstockwagen; bis Dezember 2019, dann GAVD |
| 9   | 702, 703                                    | Karlsruhe – Offenburg, Offenburg – Freiburg – Müllheim – Neuenburg / Basel Bad Bf | VB Südbaden                       | bis Juni 2020; ab Sommer 2017 nur Doppelstockwagen |
| 10  | 727, 728                                    | Freiburg – Titisee – Neustadt/Seebrugg | VB Südbaden                       | bis Dezember 2019, dann vsl. DB Regio Baden-Württemberg (noch nicht vergeben) |
| 12  | 783, 785                                    | Heilbronn – Schwäbisch Hall-Hessental – Crailsheim | Westfrankenbahn                   | bis Dez. 2019; weiterhin 628, sollen Rampe für Barrierefreiheit erhalten |
| 13  | 757, 758, 759                               | Ulm – Langenau (– Ellwangen), Ulm – Munderkingen, Schelklingen – Münsingen – Engstingen, Amstetten – Gerstetten | RAB                               | bis 10. Dez. 2016 Los 17; bis Juni 2019; 628 sollen 2017 durch 644 ersetzt werden; Schelklingen – Engstingen NE 81; Amstetten – Gerstetten „Museumstriebwagen im Freizeitverkehr“ |
| 14  | 757, 786                                    | Ulm – Aalen – Crailsheim | RAB                               | bis 10. Dez. 2016 Los 17; bis Juni 2019 |
| 15  | 770, 771, 710.6                             | Stuttgart – (via SFS) – Mühlacker – Karlsruhe, Stuttgart – Bietigheim – Mühlacker – Heidelberg, Stuttgart – Bietigheim-Bissingen – Mühlacker – Karlsruhe, Stuttgart – Bad Wildbad (Saisonverkehr) | VB Württemberg                    | Radexpress „Enztäler“ ab 1. Okt. 2016 mit 425; bis Juni 2019, dann GAVD und Abellio Rail Baden-Württemberg                                                                        |
| 15  | 760                                         | Plochingen – Tübingen | RAB                               | bis Juni 2020, dann Abellio Rail Baden-Württemberg und Ausschreibung läuft |
| 15  | 650, 655, 660, 665.5, 700, 710.41, 665, 701 | Mannheim/Heidelberg – Neu-Edingen/Friedrichsfeld – Laudenbach – Landesgrenze zu Hessen (Regionalbahnen), Mannheim – Landesgrenze zu Hessen, Mannheim – Mannheim-Waldhof – Landesgrenze zu Hessen (Regionalbahnen), Heidelberg – Meckesheim – Aglasterhausen/Eppingen/Bad Rappenau, Mannheim – Graben-Neudorf – Karlsruhe (– Freudenstadt), Landesgrenze zu Rheinland-Pfalz (aus Germersheim) – Mannheim – Heidelberg – Bruchsal – Karlsruhe | Region Südwest                    | bis Dez. 2019, dann S-Bahn RheinNeckar |
| 16  | 730, 743                                    | Basel Bad Bf – Waldshut – Lauchringen (– Erzingen/Weizen), Erzingen – Schaffhausen – Singen | VB Südbaden                       | bis Dez. 2017 |
| 16  | 731                                         | Radolfzell – Friedrichshafen – Kressbronn – Landesgrenze zu Bayern | RAB                               | bis Dez. 2017 |
| 16  | 751, 753, 766, 975                          | Ulm – Aulendorf, Sigmaringen – Aulendorf – Kißlegg – Leutkirch – Landesgrenze zu Bayern / Wangen (Allgäu) – Landesgrenze zu Bayern | RAB / Regio Allgäu-Schwaben       | bis Dez. 2017 |
| 16  | 665.3, 650, 655                             | Bruchsal – Graben-Neudorf – Philippsburg (Baden) – Landesgrenze Rheinland-Pfalz, Mannheim/Heidelberg – Neu-Edingen/Friedrichsfeld – Landesgrenze zu Hessen, Mannheim – Mannheim-Waldhof – Landesgrenze zu Hessen | Region Südwest / Region Hessen    | RE: bis Dez. 2017, dann Netz Main-Neckar-Ried (DB Regio Mitte); S33: bis Dez. 2016, dann S-Bahn RheinNeckar                                                                       |
| 17  | 780, 785                                    | Stuttgart – Heilbronn – Osterburken – Landesgrenze zu Bayern, Stuttgart – Heilbronn – Neckarsulm (RB-Einzelleistungen), Stuttgart – Schwäbisch Hall-Hessental – Crailsheim – Landesgrenze Bayern | VB Württemberg                    | bis 10. Dez. 2016 |
| 17  | 731                                         | Stuttgart – Ulm – Friedrichshafen – Lindau | RAB mit Doppelstockwagen und WLAN | |
| 17  | 730, 751, 755, 757, 758, 759, 766           | Basel Bad Bf – Friedrichshafen – Ulm, Stuttgart – Tübingen – Aulendorf/Horb, Neustadt – Donaueschingen – Rottweil/Ulm, Ulm – Aalen – Crailsheim, Ulm – Langenau (– Ellwangen), Ulm – Munderkingen, Schelklingen – Münsingen – Engstingen, Amstetten – Gerstetten | RAB                               | bis 10. Dez. 2016 |
| 18  | 780, 781, 782, 784                          | Crailsheim – Lauda – Gaubüttelbrunn – Landesgrenze zu Bayern / Wertheim – Landesgrenze zu Bayern, (Osterburken –) Seckach – Walldürn – Landesgrenze Bayern | Westfrankenbahn                   | |

### Aktuelle Verträge
Die folgenden Verträge werden aktuell bedient:
| Netznummer, -name                                                                   | Netznummer, -name                                                    | Linien (Orte außerhalb Baden-Württembergs in kleiner Schrift) | Betreiber                               | Betriebsübernahme      | Laufzeitende               | Streckenkilometer     | Zugkilometer pro Jahr           |
| ----------------------------------------------------------------------------------- | -------------------------------------------------------------------- | --- | --------------------------------------- | ---------------------- | -------------------------- | --------------------- | ------------------------------- |
| Netz 1: Stuttgarter Netze                                                           | 1b: Rems-Fils                                                        | MEX 13 Stuttgart–Schorndorf–Aalen–Crailsheim, MEX 16 Stuttgart–Göppingen–Ulm | Arverio Baden-Württemberg               | Dez. 2019              | 2032                       | 206 km                | 4.170.000 km                    |
| Netz 1: Stuttgarter Netze                                                           | 1c: Franken-Enz                                                      | RE 1 Karlsruhe–Pforzheim–Stuttgart–Schorndorf–Aalen, RE 8 Stuttgart–Heilbronn–Osterburken–Würzburg | Arverio Baden-Württemberg               | Dez. 2019              | 2032                       | 336 km (312 km in BW) | 4.400.000 km (4.060.000 in BW)  |
| Netz 2: Südbahn Stuttgart–Ulm–Bodensee                                              | Netz 2: Südbahn Stuttgart–Ulm–Bodensee                               | RE 5 Stuttgart–Ulm–Aulendorf–Friedrichshafen | DB Regio Baden-Württemberg              | Dez. 2016              | Dez. 2027                  | 221 km (211 km in BW) | 2.630.000 km (2.535.000 in BW)  |
| Netz 3                                                                              | 3a: Murrbahn                                                         | RE 90 Stuttgart–Schwäbisch Hall-Hessental–Crailsheim–Ansbach–Nürnberg | Arverio Baden-Württemberg               | Dez. 2019              | Dez. 2032                  | 188 km (110 km in BW) | 1.420.000 km (880.000 in BW)    |
| Netz 3                                                                              | 3b: Gäu-Murr                                                         | RE 4 Stuttgart–Horb–Tuttlingen–Singen–Konstanz, RE 14a Stuttgart–Horb–Rottweil, RE 14b Stuttgart–Eutingen–Freudenstadt, MEX 19 Stuttgart–Backnang–Gaildorf(–Crailsheim), MEX 90 Stuttgart–Backnang–Schwäbisch Hall-Hessental | DB Regio Baden-Württemberg              | Dez. 2017              | Dez. 2025                  | 212 km                | 2.160.000 km                    |
| Netz 3                                                                              | 3c: Nahverkehrsfreigabe Intercity Gäubahn                            | IC 87 Stuttgart–Singen | DB Fernverkehr                          | Mai 2023               |                            |                       |                                 |
| Netz 4: Rheintal                                                                    | 4a: RE                                                               | RE 7 Karlsruhe–Offenburg–Freiburg–Basel SBB | DB Regio Baden-Württemberg              | Juni 2020              | Dez. 2032                  | 195 km                | 2.140.000 km                    |
| Netz 4: Rheintal                                                                    | 4b: RB                                                               | RB 26 Offenburg–Freiburg, RB 27 Freiburg–Müllheim–Neuenburg/Basel Bad, RB 28 Müllheim–Mulhouse | DB Regio Baden-Württemberg              | Juni 2020              | Dez. 2032                  | 165 km                | 1.950.000 km                    |
| Netz 5: Donau-Ostalb                                                                | Netz 5: Donau-Ostalb                                                 | RE 3(E-Lok) Ulm–Friedrichshafen–Lindau-Reutin, RE 3(D-Lok) Friedrichshafen–Singen–Basel Bad, RE 6a Stuttgart–Tübingen–Sigmaringen–Aulendorf, RE 6b Stuttgart–Tübingen–Rottenburg–Horb, RE 50 Ulm–Aalen, RE 55 Ulm–Herbertingen–Sigmaringen–Tuttlingen–Villingen | DB Regio Baden-Württemberg              | Dez. 2016              | Dez. 2029                  | 766 km (758 km in BW) | 6.400.000 km (6.340.000 in BW)  |
| Netz 6: S-Bahn Rhein-Neckar                                                         | 6a: Los 1                                                            | S 1 Homburg–Kaiserslautern–Mannheim–Mosbach–Osterburken, S 2 Kaiserslautern–Mannheim–Mosbach, S 3 Karlsruhe–Speyer–Mannheim–Bruchsal–Karlsruhe, S 33 Bruchsal–Graben-Neudorf–Germersheim, S 4 Germersheim–Ludwigshafen–Mannheim–Bruchsal–Germersheim, S 4 Germersheim–Ludwigshafen BASF-Pendelzüge | DB Regio Mitte                          | Dez. 2016              | Dez. 2033                  | ? km (207 km in BW)   | 7.690.000 km (4.370.000 in BW)  |
| Netz 6: S-Bahn Rhein-Neckar                                                         | 6b: Los 2                                                            | S 5/RE 5 Heidelberg–Sinsheim–Eppingen, S 51 Heidelberg–Meckesheim–Aglasterhausen, S 6 Bensheim–Mannheim–Mainz, S 8 Mannheim Hbf – Mannheim-Käfertal – Biblis, S 9 Karlsruhe–Mannheim–Groß-Rohrheim, RB 79 Neckarbischofsheim Nord – Hüffenhardt | DB Regio Mitte                          | Dez. 2020              | Dez. 2034                  | ? km (177 km in BW)   | 6.020.000 km (3.820.000 in BW)  |
| Netz 7: Zweistromsystem                                                             |                                                                      | |                                         |                        |                            |                       |                                 |
| 7c: Heilbronn Nord                                                                  | S 41 Heilbronn–Neckarsulm–Mosbach S 42 Heilbronn–Neckarsulm–Sinsheim | Albtal-Verkehrs-Gesellschaft | Dez. 2014                               | Dez. 2029              | 60 km                      | 1.090.000 km          |                                 |
| Netz 8: Ortenau                                                                     | 8a: Ortenau-S-Bahn und Hermann-Hesse-Bahn                            | RS 1 Offenburg–Hausach–Freudenstadt, RS 2 Offenburg–Oberkirch–Bad Griesbach, RS 3 Achern–Ottenhöfen, RS 11 Hausach–Hornberg, RS 12 Biberach(Baden)–Oberharmersbach, RB 76 Calw-Weil der Stadt-Renningen (ab vsl. 2025) | SWEG                                    | Dez. 2023              | Dez. 2038                  | 165 km                | 2.600.000 km                    |
| Netz 8: Ortenau                                                                     | 8b: Europabahn                                                       | RS 4 Offenburg–Appenweier–Kehl–Straßburg | SWEG in Kooperation mit SNCF            | Dez. 2023              | Dez. 2025 (danach Netz 51) | 30 km                 | 355.000 km                      |
| Netz 9: Breisgau-S-Bahn                                                             | 9a: Breisgau-Ost-West                                                | S 1 Breisach–Freiburg–Kirchzarten–Titisee–Seebrugg, S 10 Freiburg–Kirchzarten–Titisee–Villingen, S 11 Endingen–Gottenheim–Freiburg–Kirchzarten–Neustadt | DB Regio Baden-Württemberg              | Dez. 2019[veraltet]    | Juni 2032                  | 149 km                | 2.830.000 km                    |
| Netz 9: Breisgau-S-Bahn                                                             | 9b: Freiburger Y                                                     | S 2 Freiburg–Denzlingen–Elzach, S 3 Bad Krozingen–Staufen–Münstertal, S 5 Breisach–Endingen–Riegel-Malterdingen | SWEG                                    | ab Dez. 2019[veraltet] | Juni 2032                  | 66 km                 | 1.210.000 km                    |
| Netz 10: Dreiländereck                                                              | 10a: Seehas                                                          | S 6 Engen–Singen–Radolfzell–Konstanz | SBB GmbH                                | Dez. 2006              | Dez. 2027                  | 66 km                 | 1.080.000 km                    |
| Netz 10: Dreiländereck                                                              | 10b: Wiesental                                                       | S 5 Zell im Wiesental–Lörrach–Weil am Rhein S 6 Zell im Wiesental–Lörrach–Basel SBB | SBB GmbH                                | Jun. 2003              | Dez. 2027                  |                       |                                 |
| Netz 11: Hohenlohe-Franken-Untermain                                                | Netz 11: Hohenlohe-Franken-Untermain                                 | RE 80 Heilbronn–Schwäbisch Hall-Hessental–Crailsheim, RE 87 Aschaffenburg–Miltenberg–Lauda–Bad Mergentheim–Crailsheim, RB 83 Heilbronn–Öhringen–Schwäbisch Hall-Hessental, RB 84 Miltenberg–Walldürn–Seckach, RB 88 Aschaffenburg–Miltenberg–Lauda–Bad Mergentheim–Crailsheim | DB RegioNetz (Westfrankenbahn)          | Dez. 2019[veraltet]    | Dez. 2031                  | 281 km (203 km in BW) | 3.700.000 km (2.380.000 in BW)  |
| Netz 12: Ulmer Stern                                                                | Netz 12: Ulmer Stern                                                 | RS 3 Ulm–Ehingen–Munderkingen, RS 5 Ulm–Aalen, RS 51 Ulm–Langenau | SWEG                                    | Juni 2019              | Dez. 2032                  | 117 km (110 km in BW) | 1.790.000 km (1.590.000 in BW)  |
| Netz 13: Schwarzwaldbahn                                                            | Netz 13: Schwarzwaldbahn                                             | RE 2 Karlsruhe–Offenburg–Villingen–Singen–Konstanz | DB Regio Baden-Württemberg              | Dez. 2016              | Dez. 2032                  | 251 km                | 3.290.000 km                    |
| Netz 14: Zollernbahn                                                                | Los 1                                                                | RB 66 Tübingen–Balingen–Albstadt-Ebingen–Sigmaringen | SWEG                                    | Dez. 2013              | Dez. 2025                  | 87 km                 | 1.090.000 km                    |
| Netz 14: Zollernbahn                                                                | Los 2                                                                | RB 67 Eyach–Hechingen, RB 68 Hechingen–Gammertingen–Sigmaringen, RB 69 Balingen–Schömberg | SWEG                                    | Dez. 2013              | Dez. 2025                  | 50 km                 | 370.000 km                      |
| Netz 15: Ringzug                                                                    | Netz 15: Ringzug                                                     | RB 42 Rottweil–Trossingen–Villingen–Bräunlingen, RB 43 Sigmaringen–Tuttlingen–Immendingen–Blumberg | SWEG                                    | offen                  | offen                      |                       |                                 |
| Netz 16: Aulendorfer Kreuz                                                          | 16a: Aulendorfer Kreuz                                               | RS 2 Ulm–Laupheim West–Biberach(Riß)Süd, RS 21 Ulm–Laupheim West–Laupheim Stadt–Biberach(Riß)Süd | DB Regio Baden-Württemberg              | Dez. 2017              | Dez. 2027                  | 172 km                | 990.000 km                      |
| Netz 16: Aulendorfer Kreuz                                                          | 16b: Bodenseegürtelbahn                                              | RB 31 Friedrichshafen–Radolfzell, RB 93 Friedrichshafen–Lindau Insel | DB Regio Baden-Württemberg              | Dez. 2017              | Dez. 2027                  | 74 km                 | 380.000 km                      |
| Netz 16: Aulendorfer Kreuz                                                          | 16c: Hochrhein                                                       | RB 30 Basel Bad–Waldshut–Lauchringen–Erzingen, RB 37 Waldshut–Lauchringen–Stühlingen(–Weizen) | DB Regio Baden-Württemberg              | Dez. 2017              | Dez. 2029                  | 102 km                | 1.200.000 km                    |
| Netz 16: Aulendorfer Kreuz                                                          | 16d: Klettgau                                                        | S 64 Schaffhausen–Erzingen, S 65 Schaffhausen–Jestetten | SBB GmbH                                | Dez. 2017              | Dez. 2027                  | 19 km                 | 260.000 km                      |
| Netz 17: Nordschwarzwald/Kulturbahn                                                 | Netz 17: Nordschwarzwald/Kulturbahn                                  | RB 72 Pforzheim–Mühlacker–Maulbronn, RB 74 Pforzheim–Horb–Tübingen | DB Regio Baden-Württemberg              | Dez. 2004              | Dez. 2025                  |                       | 1.700.000 km                    |
| Netz 18: Ermstal und Ammertalbahn                                                   | Netz 18: Ermstal und Ammertalbahn                                    | RB 63 Bad Urach–Metzingen–Reutlingen–Tübingen–Herrenberg | DB Regio Baden-Württemberg              | Dez. 2022              | Dez. 2035                  | 54 km                 | 1.460.000 km                    |
| Netz 19: Rhyhas                                                                     | Netz 19: Rhyhas                                                      | S 62 Singen–Schaffhausen | SBB GmbH                                | Dez. 2022              | Dez. 2027                  | 19 km                 | 540.000 km                      |
| Netz 20: Main-Neckar-Ried                                                           | Netz 20: Main-Neckar-Ried                                            | RB 67 Frankfurt – Neu-Endingen/Friedrichsfeld – Schwetzingen RB 68 Frankfurt – Neu-Endingen/Friedrichsfeld –Wiesloch-Walldorf RE 60 Frankfurt – Darmstadt – Mannheim RE 70 Frankfurt – Biblis – Mannheim | DB Regio Mitte                          | Dez. 2017              | Dez. 2032                  |                       | 1 Mio. km in Baden-Württemberg  |
| Netz 21: Odenwaldbahn                                                               | Netz 21: Odenwaldbahn                                                | RB 82 Eberbach – Darmstadt / Frankfurt | Vias                                    | Dez. 2015              | Dez. 2027                  |                       | 40.000 km in Baden-Württemberg  |
| Netz 24: Südpfalznetz                                                               | Netz 24: Südpfalznetz                                                | RE 6 Karlsruhe – Neustadt (Weinstr) – Kaiserslautern RB 51 Karlsruhe – Neustadt (Weinstr) | DB Regio Mitte                          | Dez. 2023              | Dez. 2026                  |                       | 300.000 km in Baden-Württemberg |
| Netz 26: RE-Netz Südwest E-Traktion                                                 | Netz 26: RE-Netz Südwest E-Traktion                                  | RE 1 Koblenz – Trier – Saarbrücken – Kaiserslautern – Mannheim RE 4 Mainz – Ludwigshafen – Karlsruhe RE 7 Mainz – Ludwigshafen – Mannheim | DB Regio Mitte                          | Dez. 2014              | Dez. 2029                  |                       | 100.000 km in Baden-Württemberg |
| Netz 27: E-Netz Augsburg                                                            | Netz 27: E-Netz Augsburg                                             | RE 9 Ulm – Augsburg – München RE/RB 89 Aalen – Donauwörth | Arverio Bayern                          | Jun. 2020              | Dez. 2032                  |                       | 500.000 km in Baden-Württemberg |
| Netz 28: E-Netz Regensburg-Donautal                                                 | Netz 28: E-Netz Regensburg-Donautal                                  | RB 15 Ulm – Donauwörth – Ingolstadt | Agilis                                  | Dez. 2022              | Dez. 2036                  |                       | 10.000 km in Baden-Württemberg  |
| Netz 29: Dieselnetz Ulm                                                             | Netz 29: Dieselnetz Ulm                                              | RS 7 Ulm – Memmingen (- Buxheim) RS 71 Ulm – Weißenhorn RB 78 (Ulm –) Günzburg – Mindelheim | DB Regio Bayern                         | Dez. 2020              | Dez. 2035                  |                       | 30.000 km in Baden-Württemberg  |
| Netz 30: E-Netz Mainfranken                                                         | Netz 30: E-Netz Mainfranken                                          | RB 85 Würzburg – Lauda – Osterburken | DB Regio Bayern                         | Dez. 2021              | Dez. 2027                  |                       | 500.000 km in Baden-Württemberg |
| Netz 31: Dieselnetz Allgäu                                                          | Netz 31: Dieselnetz Allgäu                                           | RE 75 Ulm – Kempten – Sonthofen | DB Regio Bayern                         | Dez. 2017              | Dez. 2029                  |                       | 20.000 km in Baden-Württemberg  |
| Netz 33: Bodensee-Oberschwaben-Bahn                                                 | Netz 33: Bodensee-Oberschwaben-Bahn                                  | RB 91 Aulendorf – Friedrichshafen | Bodensee-Oberschwaben-Bahn              | Dez. 2002              | Dez. 2032                  |                       | 600.000 km                      |
| Netz 35: Stuttgart 21                                                               | 35a: E-Netz Stuttgart-Bodensee Expressnetz                           | RE 1 Karlsruhe – Stuttgart – Stuttgart Flughafen – Ulm – Friedrichshafen (– Lindau) RE 3 Ulm – Aulendorf – Friedrichshafen RE 17 (Karlsruhe –) Pforzheim – Stuttgart – Stuttgart Flughafen – Reutlingen – Tübingen (– Sigmaringen) RE 77 Stuttgart – Vaihingen (Enz) – Wiesloch-Walldorf – Heidelberg RE 90 Stuttgart – Schwäbisch Hall-Hessental – Crailsheim – Ansbach – Nürnberg RE 93 Friedrichshafen – Lindau RB 93 Friedrichshafen – Lindau | DB Regio Baden-Württemberg              | Dez. 2026              | Dez. 2040                  |                       | 10.000.000 km                   |
| Netz 35: Stuttgart 21                                                               | 35b: E-Netz Stuttgart-Bodensee MEX-Netz                              | MEX 13 Aalen – Schorndorf – Stuttgart – Plochingen – Reutlingen – Tübingen MEX 14 Stuttgart-Vaihingen – Herrenberg – Horb – (Rottweil (–Villingen)) MEX 18 Stuttgart – Bietigheim – Heilbronn MEX 19/90 Stuttgart – Backnang – Schwäbisch Hall-Hessental (–Crailsheim) RE 15 Stuttgart – Bietigheim – Heilbronn – Mosbach-Neckarelz RE 87 Stuttgart-Vaihingen – Herrenberg – Horb – Rottweil – Tuttlingen – Singen | Arverio Baden-Württemberg               | Dez. 2026              | Dez. 2040                  |                       | 10.000.000 km                   |
| Netz 35: Stuttgart 21                                                               | 35c: E-Netz Stuttgart-Bodensee Nordbaden-Oberschwaben                | zu Beginn: RE 6 Stuttgart – Reutlingen – Tübingen (Elektrozüge) RE 10a Mannheim – Heidelberg – Mosbach-Neckarelz – Bad Friedrichshall – Heilbronn RE 10b Mannheim – Heidelberg – Sinsheim – Bad Friedrichshall – Heilbronn RE 71 Mühlacker – Bretten – Bruchsal – Heidelberg MEX 12 (Mosbach-Neckarelz – Bad Friedrichshall –) Heilbronn – Stuttgart – Reutlingen – Tübingen MEX 17a Stuttgart – Mühlacker – Pforzheim (– Karlsruhe) MEX 17c Stuttgart – Mühlacker – Bretten – Bruchsal MEX 18 Osterburken – Heilbronn – Stuttgart – Reutlingen – Tübingen RB 17c Bretten – Bruchsal Freizeitexpress „Enztäler“ Stuttgart – Pforzheim – Bad Wildbad Später: RE 10 Mannheim – Heidelberg – Sinsheim – Heilbronn RE 12 Mannheim – Heidelberg – Mosbach-Neckarelz – Heilbronn RE 71 Heidelberg – Bruchsal – Bretten – Mühlacker MEX 48 Stuttgart-Vaihingen – Eutingen im Gäu – Freudenstadt RB 71 Bruchsal – Bretten – Mühlacker RB 85 Würzburg – Lauda – Osterburken RB 86 Osterburken – Heilbronn RS 2 Ulm – Biberach (Riß) RS 21 Ulm – Laupheim Stadt – Biberach (Riß) (– Aulendorf) | DB Regio Baden-Württemberg              | Aug. 2025              | Dez. 2040                  |                       | 8.300.000 km                    |
| Netz 46: E-Netz Allgäu                                                              | Netz 46: E-Netz Allgäu                                               | RB 92 Memmingen–Tannheim (Württ)–Wangen (Allgäu)–Lindau RE 96 München–Tannheim (Württ)–Wangen (Allgäu)–Lindau | Arverio Bayern                          | Dez. 2021              | Dez. 2033                  |                       | 700.000 km in Baden-Württemberg |
| Netz 47: Stadtbahn Karlsruhe                                                        | Netz 47: Stadtbahn Karlsruhe                                         | S 4 Karlsruhe Innenstadt – Heilbronn Innenstadt – Öhringen-Cappel S 31/32 Karlsruhe Hbf – Ubstadt – Odenheim/Menzingen S 5 Wörth – Karlsruhe Innenstadt – Pforzheim S 51Germersheim – Wörth – Karlsruhe Innenstadt – Pforzheim (Los 2) S 52 Germersheim – Wörth – Karlsruhe Hbf (Los 2, einzelne Züge) S 6 Pforzheim – Bad-Wildbad S 7 Karlsruhe Innenstadt – Achern S 8 Karlsruhe Innenstadt – Freudenstadt – Bondorf | Albtal-Verkehrs-Gesellschaft            | Dez. 2022              | Dez. 2037                  |                       | 6.800.000 km                    |
| Netz 48: Karlsruher Netz                                                            | 48a: E-Netz Karlsruhe                                                | RE 40 Karlsruhe–Rastatt–Forbach–Freudenstadt–Bondorf, RE 45 Karlsruhe–Bretten–Eppingen–Heilbronn, RB 41 Karlsruhe–Rastatt–Forbach RB 44 Karlsruhe – Rastatt (– Baden Baden – Achern) FEX Mannheim – Freudenstadt (Murgtäler Radexpress) | DB Regio Mitte                          | Dez. 2022              | Dez. 2035                  | 211 km                | 2.100.000 km                    |
| Netz 48: Karlsruher Netz                                                            | 48b: E-Netz Karlsruhe – Nordbaden-Express                            | RE 73 Karlsruhe–Bruchsal–Heidelberg(– Mannheim) | DB Regio Mitte                          | Dez. 2022              | Dez. 2035                  | 71 km                 | 850.000 km                      |
| Netz 50: Schwäbische Albbahn                                                        | Netz 50: Schwäbische Albbahn                                         | RB 58 Amstetten–Gerstetten, RB 59 Ulm–Schelklingen–Münsingen–Gammertingen | SAB                                     | Jun. 2019              | Dez. 2028                  | 86 km                 | 225.000 km                      |
| Netz 51: Grenzüberschreitende Verkehre Grand Est                                    | Netz 51: Grenzüberschreitende Verkehre Grand Est                     | RS 4 Offenburg – Kehl – Straßburg RB 28 Müllheim im Markgräflerland – Neuenburg (Baden) – Mülhausen RB 52 Karlsruhe – Wörth – Lauterbourg – Straßburg | offen                                   | Dez. 2027              | Dez. 2042                  |                       | 3.500.000 km gesamt             |
| Netz 52: Sonderverkehre                                                             | Netz 52: Sonderverkehre                                              | Sonderverkehre | Schienenverkehrsgesellschaft            | Jun. 2022              | Jun. 2029                  |                       | 66.000 km                       |
| Netz 54: Bodensee-Oberschwaben                                                      | Netz 54: Bodensee-Oberschwaben                                       | RB 32a Stockach–Mengen, RB 52 Aulendorf–Bad Wurzach, RB 53 Sigmaringen–Aulendorf–Kißlegg–Leutkirch/Wangen, RB 54 Aulendorf–Altshausen–Pfullendorf, RB 91 Aulendorf–Ravensburg–Friedrichshafen, S 61 Radolfzell–Stockach | DB Regio Baden-Württemberg              | Dez. 2023              | Dez. 2038                  | 155 km                | 2.300.000 km                    |
| Netz 59: Vorlaufbetrieb Wendlingen-Ulm                                              | Netz 59: Vorlaufbetrieb Wendlingen-Ulm                               | RE 200 Wendlingen–Merklingen–Ulm | DB Regio Baden-Württemberg              | Dez. 2022              | Dez. 2027                  | 60 km                 | 840.000 km                      |
| Netz 68: S-Bahn Nürnberg                                                            | Netz 68: S-Bahn Nürnberg                                             | S 4 Nürnberg–Crailsheim | DB Regio Bayern                         | Dez. 2024              |                            |                       |                                 |
| Aufgabenträger: Verband Region Stuttgart                                            |                                                                      | |                                         |                        |                            |                       |                                 |
| S-Bahn Stuttgart                                                                    | S-Bahn Stuttgart                                                     | S 1 Herrenberg–Stuttgart–Plochingen–Kirchheim (T) S 2 Filderstadt–Stuttgart–Schorndorf, S 3 (Stuttgart-Flughafen/Messe)–Stuttgart-Vaihingen–Stuttgart–Backnang, S 4 Stuttgart-Schwabstraße–Marbach-Backnang, S 5 Stuttgart-Schwabstraße–Bietigheim-Bissingen, S 6 Stuttgart-Schwabstraße–Weil der Stadt S 60 Stuttgart-Schwabstraße–Renningen–Böblingen S 62 Stuttgart-Zuffenhausen–Weil der Stadt (Expresslinie) RB 11 Kornwestheim–Stuttgart-Untertürkheim RB 64 Kirchheim (T)–Oberlenningen | DB Regio Baden-Württemberg              | 2013                   | 2032                       |                       | 11.820.000 km                   |
| Aufgabenträger: Zweckverband Schönbuchbahn                                          |                                                                      | |                                         |                        |                            |                       |                                 |
| Schönbuchbahn                                                                       | Schönbuchbahn                                                        | RB 46 Böblingen–Dettenhausen | Württembergische Eisenbahn-Gesellschaft |                        |                            | 17 km                 | 480.000 km                      |
| Aufgabenträger: Zweckverband Verkehrsverband Wieslauftalbahn                        |                                                                      | |                                         |                        |                            |                       |                                 |
| Wieslauftalbahn                                                                     | Wieslauftalbahn                                                      | RB 61 Schorndorf–Rudersberg-Oberndorf | Württembergische Eisenbahn-Gesellschaft |                        |                            | 12 km                 |                                 |
| Aufgabenträger: Landkreis Esslingen                                                 |                                                                      | |                                         |                        |                            |                       |                                 |
| Tälesbahn                                                                           | Tälesbahn                                                            | RB 65 Nürtingen–Neuffen | Württembergische Eisenbahn-Gesellschaft | Jan. 2021              | Dez. 2028                  | 9 km                  | 144.198 km                      |
| Aufgabenträger: Zweckverband Strohgäubahn                                           |                                                                      | |                                         |                        |                            |                       |                                 |
| Strohgäubahn                                                                        | Strohgäubahn                                                         | RB 47 Korntal–Heimderdingen | Württembergische Eisenbahn-Gesellschaft |                        |                            | 22 km                 |                                 |
| Aufgabenträger: Stadt Karlsruhe                                                     |                                                                      | |                                         |                        |                            |                       |                                 |
| Innenstadt-Strecken Stadtbahn Karlsruhe                                             | Innenstadt-Strecken Stadtbahn Karlsruhe                              | S1/S11 Rüppurr – Neureut S2 Reitschulschlag – Rheinstrandsiedlung S4 Grötzingen – Albtalbahnhof S5 Grötzingen – Rheinbergstraße S7/S8 Tullastraße – Albtalbahnhof S51 Albtalbahnhof – Maxau S52 Albtalbahnhof – Maxau | Verkehrsbetriebe Karlsruhe              | Jan. 2023              | Jul. 2045                  |                       | 3.000.000 km                    |
| Aufgabenträger: Schweizerische Eidgenossenschaft, Kanton Thurgau                    |                                                                      | |                                         |                        |                            |                       |                                 |
| S-Bahn St. Gallen                                                                   | S-Bahn St. Gallen                                                    | S 14/S 44 Konstanz – Kreuzlingen – Weinfelden | Thurbo                                  |                        |                            |                       |                                 |
| Aufgabenträger: Schweizerische Eidgenossenschaft, Kanton Thurgau, Kanton St. Gallen |                                                                      | |                                         |                        |                            |                       |                                 |
| Bodensee-Toggenburg-Bahn                                                            | Bodensee-Toggenburg-Bahn                                             | RE 1 Konstanz – Kreuzlingen – Herisau | Thurbo                                  |                        |                            |                       |                                 |

## Linien des Regionalverkehrs
Mit der Betriebsaufnahme im Ausschreibungsnetz 1 im Juni 2019 wurde durch das Land Baden-Württemberg schrittweise begonnen, für die Linien des Regionalverkehrs einheitliche Liniennummern zu vergeben. Einzelne Verkehrsverbünde wie der KVV oder VVS bzw. Verkehrsunternehmen setzen in diesem Zusammenhang das Nummernkonzept ebenfalls bereits vollständig in ihrem Bereich um. Mit dem benachbarten Bundesland Bayern, welches zum Fahrplanwechsel im Dezember 2020 ebenfalls Liniennummern im Regionalverkehr einführte, sind die grenzüberschreitenden Nummern in diesen Bereichen entsprechend vereinbart worden.